# Geschichte des Eiskunstlaufes
Die Geschichte des Eiskunstlaufes reicht bis zur Urzeit zurück, dafür gibt es archäologische Beweise. Beim Ausflug in die Frühgeschichte der Sportart ist allerdings eher von Eislauf zu sprechen, der sich erst viel später in zwei unterschiedliche Sportdisziplinen, Eiskunstlauf und Eisschnelllauf geteilt hat.

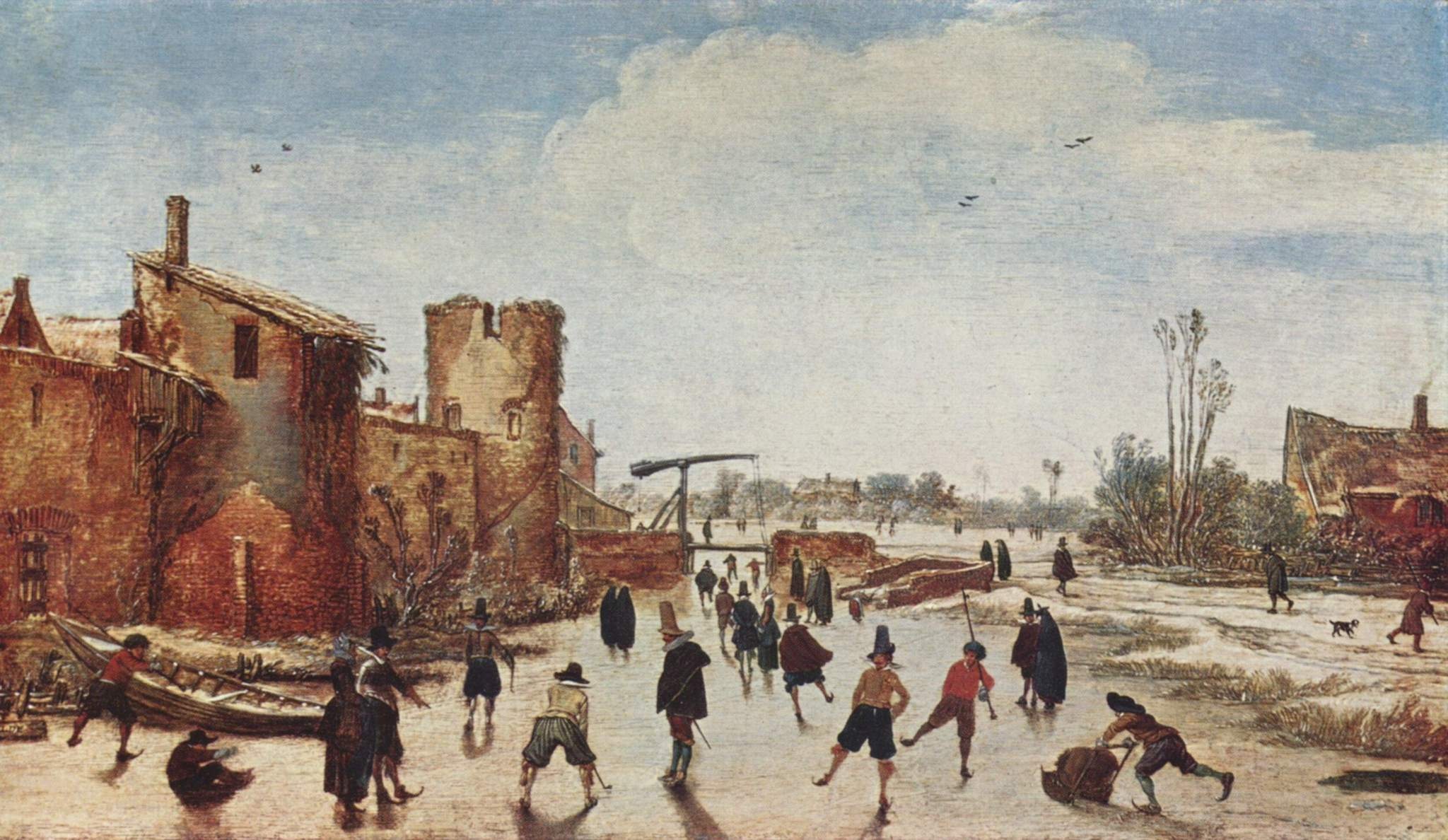
Eisbelustigung auf dem Stadtgraben von Esaias van de Velde

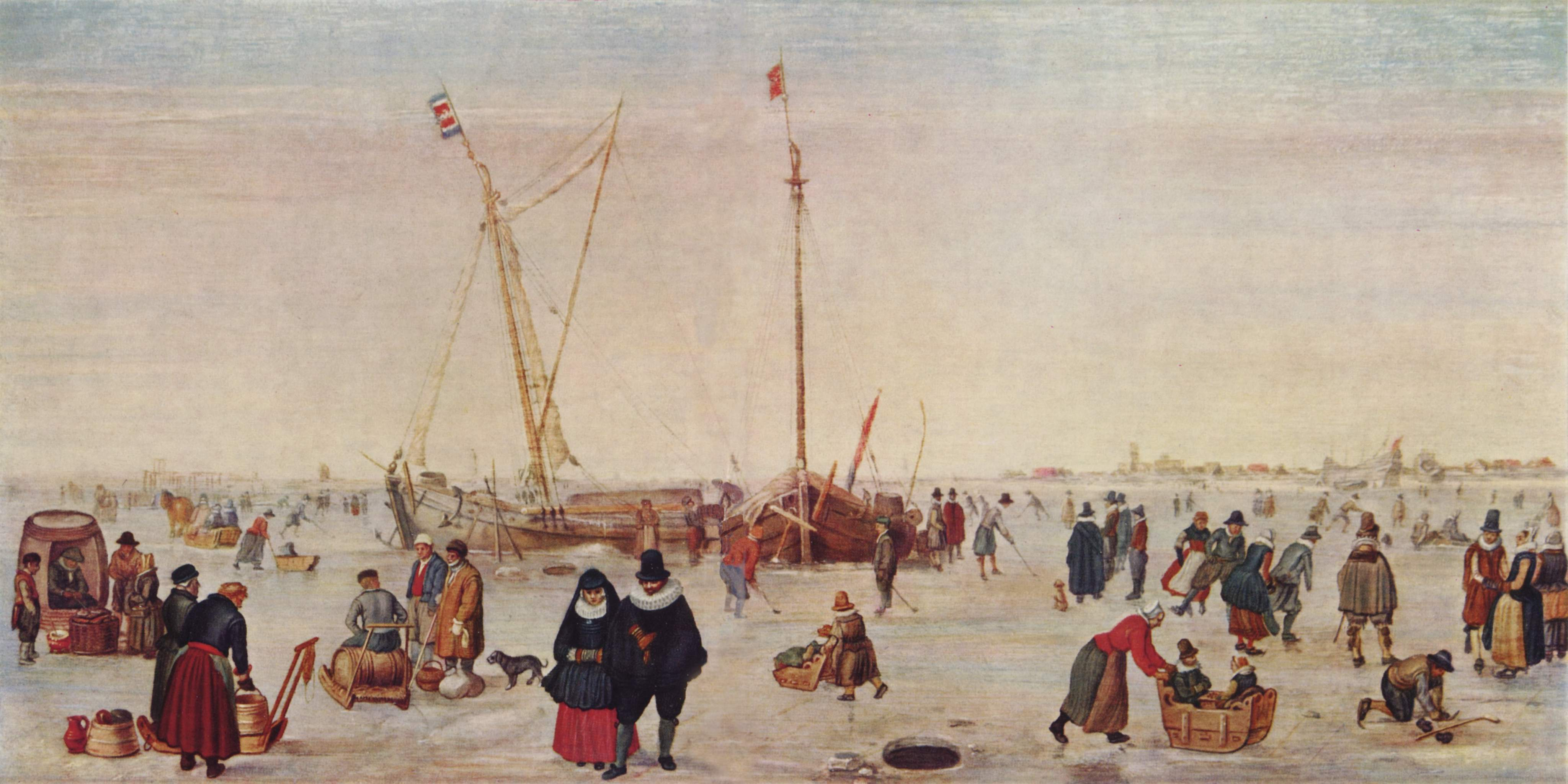
Winterlandschaft mit Schlittschuhläufern von Hendrick Avercamp

## Erste historische Erwähnungen
Die erste konkrete Erwähnung stammt von dem Mönch William Fitzstephen aus Canterbury, der in seinem Buch über Thomas Becket eine Szene beschrieb, die sich hinter den Nordstadtmauern abspielte:

„… wenn die Moore in Finsbury und Moorfields gefrieren, läuft da die Londoner Jugend. Einige haben zu den Fersen Knochen befestigt und in der Hand halten sie einen beschlagenen Stock. Sie fliegen über das Eis wie Vögel oder geschossene Pfeile. Plötzlich rennen zwei Jungen mit aufgehobenen Stöcken gegeneinander und greifen sich so lange an, bis sie fallen. Oft verletzen sie sich am Kopf, und wenn einer unter den anderen fällt, bricht er sich den Arm oder auch das Bein …“

Schlittschuhe aus Knochen hatten also keine scharfen Kanten und man musste sich mit Hilfe von Stöcken bewegen.
Im Laufe der Zeit versuchte man verschiedene Varianten der Holzschlittschuhe – in den Niederlanden im 13. und 14. Jahrhundert hatten Holzschuhe auf der unteren Seite eine Eisenscheibe – die Eislaufart ist aber dieselbe geblieben. Geholfen hat erst ein Zufall.

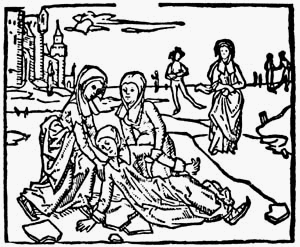
Lidwinas Sturz auf dem Eis
(Holzschnitt von 1498)

Ein Tischlerlehrling aus der niederländischen Zunft für Schiffs- und Eislaufinstrumente änderte eines Tages bei der Einfassung der Eisen die Horizontallage gegen die Vertikallage – und so entstanden die Schlittschuhe der heutigen Form. Der Eisläufer konnte den Stock ablegen, die Bewegung wurde freier, und vor allem schneller und steuerbarer.
Vertikal eingefasste Eisen sind aus dem 15. Jahrhundert aktenkundig. Der erste bildliche Darstellung eines Eislaufthemas ist ein Holzschnitt in einer 1498 erschienenen Ausgabe der Biographie der Heiligen Lidwina von Schiedam von Johannes Brugman; die Abbildung stellt Lidwina, die holländische Patronin der Eisläufer, bei einem Fall auf dem Eis dar. Wichtiger als das auf dem Eis liegende Mädchen ist ein junger Mann im Hintergrund: Er läuft mit einem aufgehobenen Bein, dazu musste er aber schon Schlittschuhe mit Kanten benutzen.

### Eislauf nur für „Erwählte“

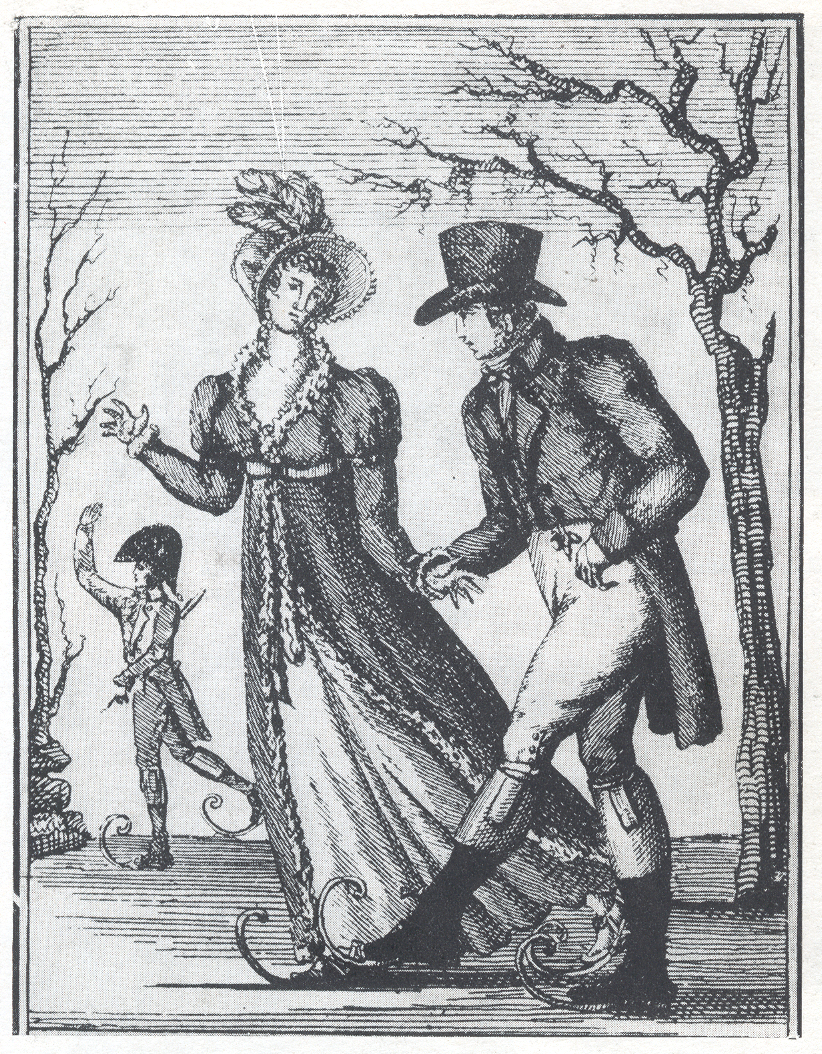
„Sportpaar“ auf einer französischen Gravüre aus dem 19. Jahrhundert

In Holland war Schlittschuhlaufen ein Volksvergnügen, wie manche Bilder der Alten Meister bezeugen, andernorts war es nur Adelsvorrecht. Am Hof von Kaiser Rudolf II. wurde 1610 ein großer Eiskarneval veranstaltet, der unangefochten zur Popularisierung dieser Kurzweil beitrug.
Unter der Herrschaft von Ludwig XVI. lief man auch in Paris Eis. Zu den Eis laufenden historischen Personen gehörten auch Madame de Pompadour, Napoleon I., Napoleon III., das Haus Stuart. Man sagt, die britische Königin Victoria soll ihren künftigen Mann Prinz Albert bei gemeinsamen Eisausfahrten kennengelernt haben.
Sogar Casanova zögerte nicht, bei seiner Buhlerei Schlittschuhe anzuziehen. Er erwähnte einmal, dass er im Winter 1759 bei einem Fall viele blaue Flecken erlitt. Seine Wahrnehmung der Einzelheiten ließ bis heute das Bild der derzeitige Eislaufmode bestehen: Das verfolgte Mädchen und ihre Freundin liefen in kurzen Röcken (wadenlang), unter denen schwarze Samthosen herauslugten.

## Anfänge des Modernen Eislaufes
Ein weiterer Entwicklungsschritt begann in der schottischen Stadt Edinburgh, wo im Jahr 1742 der erste Eislaufverein gegründet wurde, Jahre später wurde in London das erste Eiskunstlaufhandbuch herausgegeben.
Der Eislauf teilt sich nun schon in zwei verschiedene Disziplinen: Eiskunstlauf und Eisschnelllauf.

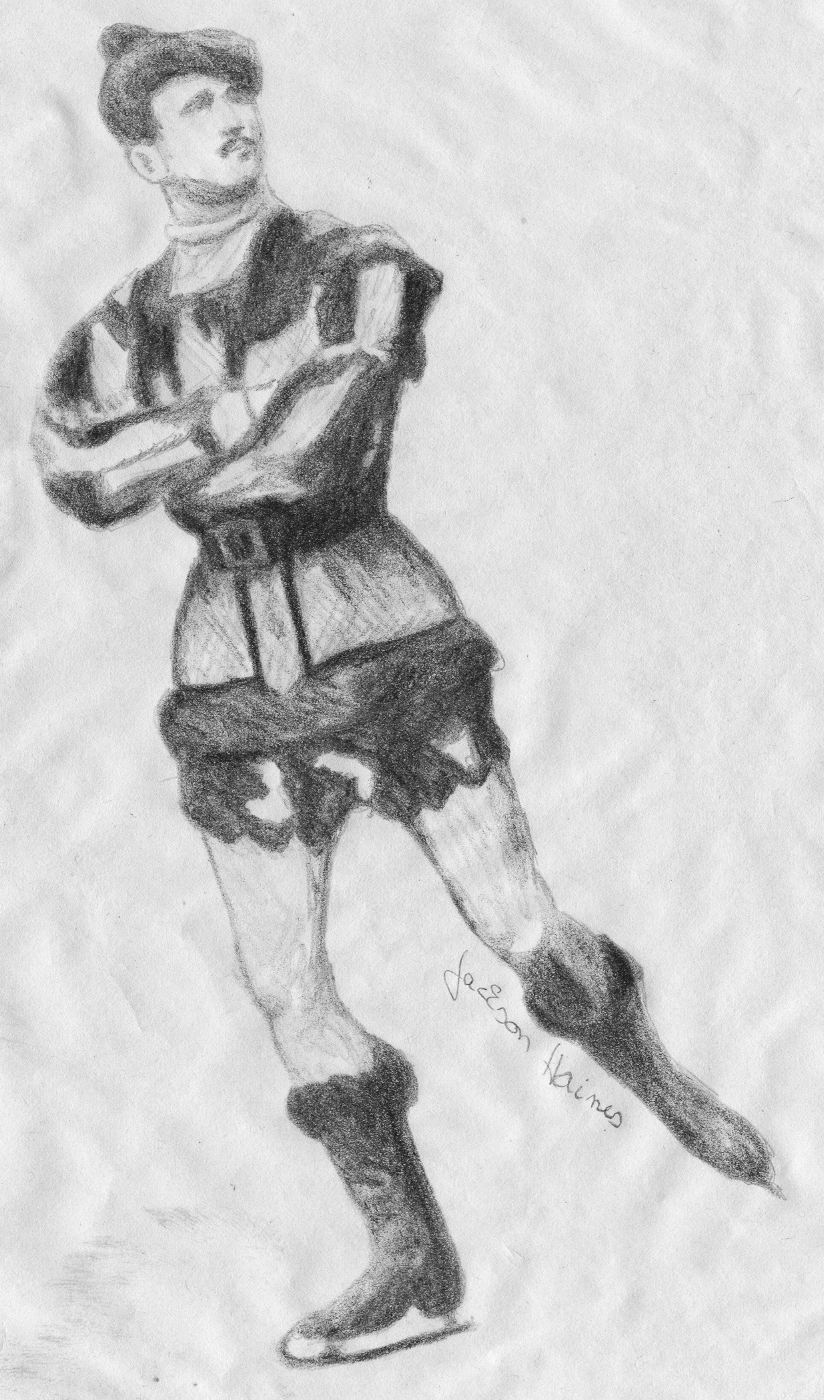
Jackson Haines

Gründer des modernen Eiskunstlaufes war der Amerikaner Jackson Haines. Nachdem sich in Pittsburgh, Pennsylvania, ein Kongress versammelte, der 25 Regeln für die Organisation von Wettbewerben in den USA erstellte, gewann Jackson Haines die erste USA-Meisterschaft. Er kam nicht nur mit einer neuen Eislaufart, sondern auch mit einem neuen Schlittschuhtyp. Dabei waren die Kufen direkt an den Schuh geschraubt. Dank seiner Ausbildung zum Balletttänzer war er in der Lage sein Programm zur Musik zu choreografieren. Man kritisierte ihn aber und warf ihm vor, sich mehr auf Körper- und Extremitätsposen zu konzentrieren als auf Figurenlauf. Es herrschte der steife und strenge britische Eislaufstil vor. Haines versuchte daher in Europa Bekanntheit zu erlangen. Seine erfolgreiche Reise begann er in Stockholm. Sein Auftritt war ein großer Erfolg. Er bereicherte den Eislauf mit vielen neuen Tanzelementen. Das viktorianische Großbritannien legte sich gegen seinen neuen Stil ebenso quer wie seine Kollegen in Amerika und lehnte jeden Eingriff in den steifen und disziplinierten Lauf ab.
Im Winter 1868 kam Haines auf Einladung des neu gegründeten Wiener Eislaufvereines nach Wien. Seine Auftritte auf dem Platz des Vereins waren die eigentliche Geburtsstunde des modernen Eiskunstlaufsports und ein riesiger Erfolg. Die Reihen der anwesenden Zuschauer waren begeistert, als er einen Walzer über das ganze Eis lief. Die Johann Strauss-Stadt zollte ihm auf ihre eigene Weise Dank. Sein Programm wurde von Dr. Karl v. Korper, dritter Präsident des Wiener Eislaufvereines ab 1875, systematisch erfasst und geordnet. Daraus resultierte die Gründung der Wiener Schule im Eiskunstlauf und die fundierte Ausbildung der Wiener Eisläufer. Schon 1871 konnte sich Jackson Haines bei seinem zweiten Besuch in Wien vom Erfolg seines Impulses überzeugen. Eistanzen, insbesondere zu Walzermusik, wurde bald zu einem fixen Bestandteil des Wiener Gesellschaftslebens. Der erste echte Eiskunstläufer starb 1875 im Alter von 31 Jahren an den Folgen einer Lungenentzündung. Die Bemühungen, den Eislaufsport systematisch zu erfassen und ein Regulativ zu schaffen mündeten 1881 in die Veröffentlichung des Buches „Spuren auf dem Eise – Die Entwicklung des Eislaufens auf der Bahn des Wiener Eislauf-Vereines“ von Karl v. Korper, Max Wirth und Demeter Diamantidi. Die in diesem Werk beschriebenen Grundlagen, die auf die Auftritte Jackson Haines zurückgehen, haben bis heute Gültigkeit. Das Werk und die von Dr. Karl v. Korper verfasste erste Wettkampfordnung für Eiskunstlauf hatte maßgeblichen Einfluss auf das sogenannte Regulativ der Internationalen Eislaufunion (ISU). Die Wiener Schule im Eiskunstlauf setzte sich international durch und wurde schließlich zum internationalen Stil.
Um zu zeigen, welches Niveau im Eiskunstlaufen in Wien gepflegt wurde, veranstaltete der Wiener Eislaufverein ab dem 22. Januar 1882 ein „Internationales Preis-Figuren-Eislaufen“. Dieser Wettbewerb gilt heute als erster internationaler Eiskunstlaufbewerb und war bahnbrechend in der Entwicklung des Eiskunstlaufs als Wettbewerbssportart. Axel Paulsen zeigte hier etwa seinen berühmten Sprung, den nach ihm benannten Axel.

### Anfang des 20. Jahrhunderts

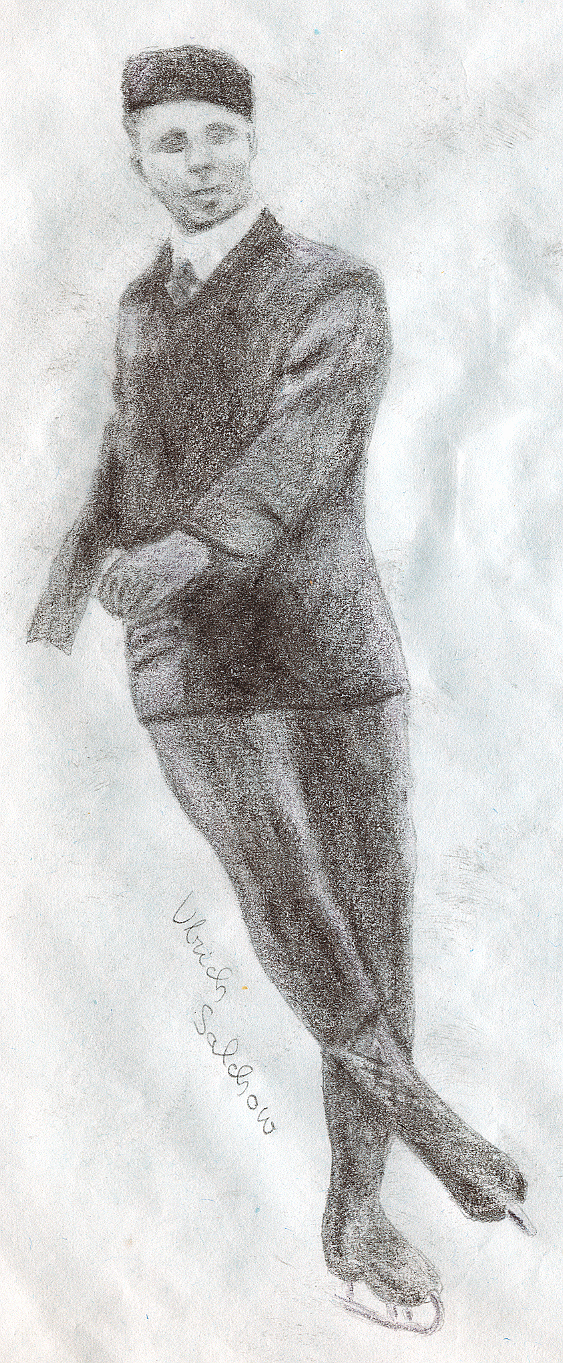
Ulrich Salchow

Anfang des 20. Jahrhunderts prägte der Schwede Ulrich Salchow dem Eiskunstlauf einen wesentlich sportlicheren Charakter ein. Er wurde 10-facher Weltmeister und schob die Leistungslatte des Eiskunstlaufes viel höher. Vor allem fing er an, seine Erfindung zu benutzen: Schlittschuhe mit Zähnen. Dies ermöglichte ihm ein stärkeres Abstoßen beim Eislaufen und natürlich auch in die Sprünge. 1908 wurde er der erste Olympiasieger im Eiskunstlauf. Seine Karriere krönte er mit einem neuen Sprung, der heutzutage als Salchow-Sprung bekannt ist und zu den Grundsprüngen gehört. 1911 wird in der Schweiz der Schweizer Eislauf-Verband gegründet.
Ein erster Olympiawettbewerb im Eiskunstlauf fand bei den Olympischen Spielen 1908 in London statt.

### Vor dem Ersten Weltkrieg
Die letzten Jahre vor dem Ersten Weltkrieg bedeuteten für den Sport generell, so auch für Eiskunst- und Eisschnelllauf, einen weiteren Aufstieg.
Ein wichtiger Meilenstein war die Eröffnung des Sportpalastes in Berlin. Seine Eisfläche betrug 2400 m² (60 m × 40 m). Es hatte sich nicht nur das Interesse des Publikums am Eiskunstlauf erhöht. Vor allem stieg die Leistung der Eiskunstläufer.
Es war also kein Wunder, dass in Deutschland mehrere Talente aufwuchsen. Dazu gehörten Werner Rittberger, Erfinder eines der Grundsprünge des heutigen Eiskunstlaufes, des nach ihm benannten Rittberger-Sprunges – und ein talentiertes Mädchen namens Charlotte Oelschlägel. Sie trat schon mit zehn Jahren als Profi-Eiskunstläuferin auf. Als Siebzehnjährige fuhr sie nach New York, triumphierte auch dort, und dank ihr stieg die Beliebtheit des Eiskunstlaufes in den USA an.

### Zwischen den Weltkriegen
Die großen Eiskunstlaufwettbewerbe wurden nach dem Ersten Weltkrieg erst im Jahr 1922 erneuert. Hauptpersonen waren die Norwegerin Sonja Henie und der Österreicher Karl Schäfer.
Die 10-fache norwegische Weltmeisterin brachte in den Eiskunstlauf nicht nur neue Mode – bis zu den Knien kurzer Rock –, sondern auch Eleganz und gründlich überarbeitete Bewegungen ein. Ganze zehn Jahre lang war sie eine der bewundertsten Frauen der Welt.
Die herausragende Persönlichkeit des Herreneinzels in den 1930er-Jahren war der österreichische Eiskunstläufer Karl Schäfer. In den Jahren 1929–1936 wurde er 8-facher Europa- und 7-facher Weltmeister.

### Eiskunstlauf nach dem Zweiten Weltkrieg
Der Zeitraum nach dem Zweiten Weltkrieg war die wichtigste Etappe des Eiskunstlaufes, denn er erlebte einen ungewöhnlichen Aufschwung. Der Aufbau von neuen Kunsteisbahnen, die schrittweise in gedeckte Hallen umgewandelt wurden, ermöglichte intensiveres Training, und das beeinflusste natürlich auch die Sportleistung. Die Kür gewann langsam mehr Gewicht über den bis dahin bevorzugten Pflichtlauf, der für Zuschauer nicht allzu attraktiv war.
Die Kriegsjahre, ohne die Möglichkeit international zu konkurrieren, brachten den Europäern eine Verzögerung in ihrer Entwicklung, die sie nicht gleich einholen konnten. Die Amerikaner hatten die Möglichkeit ausgenutzt, ungestört ihre Arbeit fortzusetzen, und dank intensiver physischer Vorbereitung bereicherten sie den Eiskunstlauf mit mehr Dynamik, Schnelligkeit und Ausdauer.

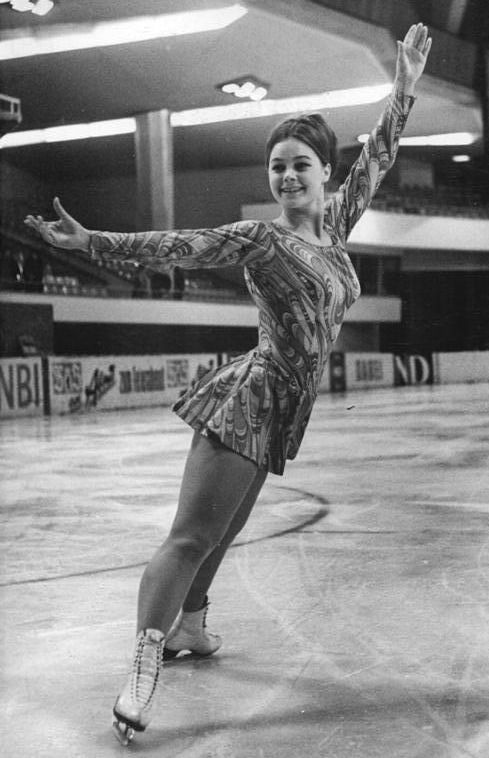
Gabriele Seyfert

Der erste Eiskunstläufer, der sich in der Nachkriegszeit mit einer Kür international durchsetzte, war der populäre Amerikaner Richard Button, der souverän die doppelten Sprünge beherrschte. Im Training versuchte er den dreifachen Salchow.
Bei den Damen bestimmten die Kanadierin Barbara Ann Scott, die Amerikanerin Peggy Fleming und die Deutsche Gabriele Seyfert die Weltspitze.
Ab 1952 wurde Eistanzen international zum Leistungssport, erste Meisterschaften fanden statt. Es siegten vor allem die britischen Tanzpaare mit ihrer charakteristischen Durchführungsweise, der sogenannten britischen Tanzschule.

### Ende des 20. und Anfang des 21. Jahrhunderts
Stark besetzt wurde das Herreneinzel. Überseeische und russische Wettkämpfer beherrschten hier lange Zeit das Feld, wie z. B. Brian Orser, Brian Boitano, Alexander Fadejew, Wiktor Petrenko, Elvis Stojko, Alexei Jagudin und Jewgeni Pljuschtschenko. In ihrem Können überwogen dreifache und vierfache Sprünge in verschiedenen Kombinationen und Sprungfolgen, interessante Pirouetten und sehr ideenreiche Schrittfolgen.
Bei den Damen erntete die ostdeutsche Eiskunstläuferin Katarina Witt den größten Ruhm. Ihre Karriere begann mit dem Olympiasieg in Sarajevo 1984, setzte sich über mehrere Europa- und Weltmeistertitel fort und erreichte ihren Höhepunkt, als sie ihren Olympiasieg in Calgary 1988 verteidigte. Ihr Lauf war immer technisch anspruchsvoll mit kreativer Choreografie und perfekter Durchführung. Weitere erfolgreiche Damen im Welteiskunstlauf waren Midori Ito, Kristi Yamaguchi, Chen Lu, Marija Butyrskaja, Michelle Kwan und Irina Sluzkaja. Derzeit herrschen hier Erfolge von asiatischen Läuferinnen vor (Shizuka Arakawa, Miki Andō, Mao Asada, Kim Yu-na).
Bei den Sportpaaren beherrschten jahrelang die sowjetische Paare die Eisflächen. Sie waren seit den Olympischen Spielen 1964 lange Zeit ungeschlagen. Zu den erfolgreichsten gehörten Ljudmila Beloussowa/Oleg Protopopow, Irina Rodnina mit Alexei Ulanow und dann mit dem weiteren Partner Alexander Saizew, Jekaterina Gordejewa/Sergei Grinkow, Artur Dmitrijew mit beiden Partnerinnen (Natalja Mischkutjonok bzw. Oxana Kasakowa), Jelena Bereschnaja/Anton Sicharulidse. Nach dem Abgang der Olympiasieger 2006, 5-fachen Europa- und 2-fachen Weltmeister Tatjana Totmjanina/Maxim Marinin scheint diese Vorherrschaft gebrochen. Es gibt sowohl ausgezeichnete Paare aus Amerika und Asien (beispielsweise Xue Shen/Hongbo Zhao), als auch aus Europa (Aljona Savchenko/Robin Szolkowy).
Den Eistanz beherrschten jahrelang die britische Paare und dann das sowjetische Eistanzpaar Ljudmila Pachomowa/Alexander Gorschkow, das insgesamt sechs Goldmedaillen bei Weltmeisterschaften, weitere sechs Goldmedaillen bei Europameisterschaften in den Jahren 1970–1976 und den Titel der ersten Olympiasieger im Eistanz 1976 gewann. Ihre Nachfolger waren Irina Moissejewa/Andrei Minenkow und Natalja Linitschuk/Gennadi Karponossow. Die Vorherrschaft der Sowjeteistänzer unterbrach das britische Paar Jayne Torvill/Christopher Dean für ein paar Jahre. Sie gewannen viermal den Weltmeistertitel und im Jahr 1984 die olympische Goldmedaille. Nach ihnen traten wieder sowjetische Eistanzpaare an, das Paar Oxana Grischtschuk/Jewgeni Platow gewann sogar zweimal den Olympiatitel (1994, 1998). Nach ihrem Abgang gab es jährlich neue Titelbesitzer – Anschelika Krylowa/Oleg Owsjannikow, Marina Anissina/Gwendal Peizerat, Barbara Fusar-Poli/Maurizio Margaglio, Irina Lobatschewa/Ilja Awerbuch, Shae-Lynn Bourne/Victor Kraatz – bis Tatjana Nawka/Roman Kostomarow und anschließend Albena Denkowa/Maxim Stawiski den Titel je zwei Mal erringen konnten.

## Entwicklung des Eislaufes in Deutschland
In Deutschland war Ende des 18. Jahrhunderts der Dichter Klopstock zu einem großen Eislaufwerber geworden (z. B. in seinen Oden: „Der Eislauf“, „Braga“, „Die Kunst Thialfs“). Er war so von dieser neuen Kunst mitgerissen, dass er zum Ziel von Spott und Häme wurde. Deutschland schloss, dass es für so einen alten Mann nicht passend ist, „Gauklerei“ auf dem Eis zu machen. Klopstock fand aber einen treuen Verbündeten in Goethe. Bei ihren Treffen passierte es oftmals, dass sie mehr über Eislauf sprachen als über Poesie. Goethe lernte Eislaufen erst im Erwachsenenalter. Es wird vermutet, dass er damit sein Herz befriedigen wollte, das von einer unglücklichen Liebe verletzt war. Im Jahr 1796 schrieb auch er ein Eislaufgedicht namens „Der Winter“.
Zur Verbreitung des Eislaufes in deutschen Ländern trug auch die berühmte Opernsängerin Henriette Sontag bei, die mit dem Grafen Carlo Rossi verheiratet war.
1861 wurde der erste Eislauf-Verein in Frankfurt und 1888 der Deutsche Eislauf-Verband gegründet. 1889 trat der Wiener Eislauf-Verein, gegründet 1867, den Deutschen Eislaufverbänden bei, der sich von da an Deutscher und Österreichischer Eislaufverband nannte.
Wichtiger Meilenstein in der Entwicklung des deutschen Eiskunstlaufes war die Eröffnung des Berliner Sportpalastes. Das große Steingebäude stand an der Lutherstrasse, die Eisfläche war 60 Meter lang und 40 Meter breit. Berlin wurde damit zu einem neuen Sportzentrum des Welteiskunstlaufes und dank seiner günstigen Lage zwischen den Eiskunstlaufmetropolen Wien und Stockholm auch zu einer bedeutenden Kreuzung.

### Einzellauf

#### Herren
Schon bei der ersten Europameisterschaft 1891 in Hamburg besetzten Herren aus dem Deutschen Kaiserreich im Einzellauf alle drei Medaillenposten. Oskar Uhlig wurde erster Eiskunstlaufeuropameister der Geschichte, auf Rang zwei und drei folgten Anon Schmitson und Franz Zilly.
Bei der Europameisterschaft 1895 erschien zum ersten Mal der gebürtige Grazer Gilbert Fuchs auf der internationalen Bühne und landete auf dem dritten Rang. Er wurde 1896 in Sankt Petersburg erster Eiskunstlaufweltmeister der Geschichte. 1906 wiederholte er seinen Titelgewinn.
Heinrich Burger, der seinen Ruhm hauptsächlich seinen großen Erfolgen im Paarlauf an der Seite von Anna Hübler verdankt, wurde 1904 und 1906 Vize-Weltmeister im Herreneinzel.
Schon bei seinem Weltmeisterschaftsdebüt 1910 in Davos gehörte Werner Rittberger zu den Titelaspiranten. Obwohl er an Kunsteis gewöhnt war, verlor er nichts von seiner Schnelligkeit und seinem Mut auf der freien Eisbahn.
Obgleich er ein ausgezeichneter Eiskunstläufer war, errang Rittberger nie den Welt- oder Europameistertitel, wurde aber von 1910 bis 1912 drei Mal in Folge Vize-Weltmeister und gewann vier Medaillen bei Europameisterschaften. Elf Mal wurde Rittberger im Zeitraum von 1911 bis 1928 deutscher Meister, so oft wie kein anderer. In die Eiskunstlaufhistorie schrieb sich Rittberger mit seinem neuen Sprung mit rückwärtigem Anlauf. Der Rittberger ist einer der Standardsprünge des Eiskunstlaufs.
Nachdem Werner Rittbergers Ära, die fast zwanzig Jahre gedauert hatte, zu Ende ging, wurde Ernst Baier der dominierende deutsche Eiskunstläufer. Seine größten Erfolge feierte er mit Maxi Herber im Paarlauf, doch auch im Einzellauf gehörte der deutsche Meister von 1933 bis 1938 zur Weltspitze. Er brachte es dreimal zum Vize-Europameister (1931, 1932, 1933), zweimal zum Vize-Weltmeister (1933, 1934) und zum Silbermedaillengewinn bei den Olympischen Spielen 1936 hinter Karl Schäfer. Baier ist der einzige Mann, der bei ein und denselben Olympischen Spielen zwei Medaillen im Eiskunstlauf gewinnen konnte, sowohl im Einzellauf wie auch im Paarlauf.
Nach dem Zweiten Weltkrieg durften anfänglich keine deutschen Eiskunstläufer an Weltmeisterschaften teilnehmen. Horst Faber, der der letzte deutsche Eiskunstläufer gewesen war, der vor dem Krieg Medaillen erringen konnte (jeweils Bronze bei der WM 1939 und der EM 1939), war auch der erste, dem dies nach dem Krieg gelang. Er wurde zwölf Jahre später, 1951 in Zürich, Vize-Europameister.
Erst mit Manfred Schnelldorfer bekam Deutschland (geteilt jetzt auf zwei Einzelstaaten – DDR und Bundesrepublik Deutschland) einen neuen Titelträger. Zwischen den Jahren 1956 und 1964 wurde er acht Mal deutscher Meister. Bei den Olympischen Winterspielen 1964 in Innsbruck gewann Schnelldorfer die Goldmedaille und ist damit der erste und einzige deutsche Olympiasieger in der Herrenkonkurrenz. Im selben Jahr wurde Schnelldorfer in Dortmund auch Weltmeister und ist damit bis heute der einzige in Deutschland geborene und für die Bundesrepublik Deutschland startende Eiskunstlaufweltmeister.

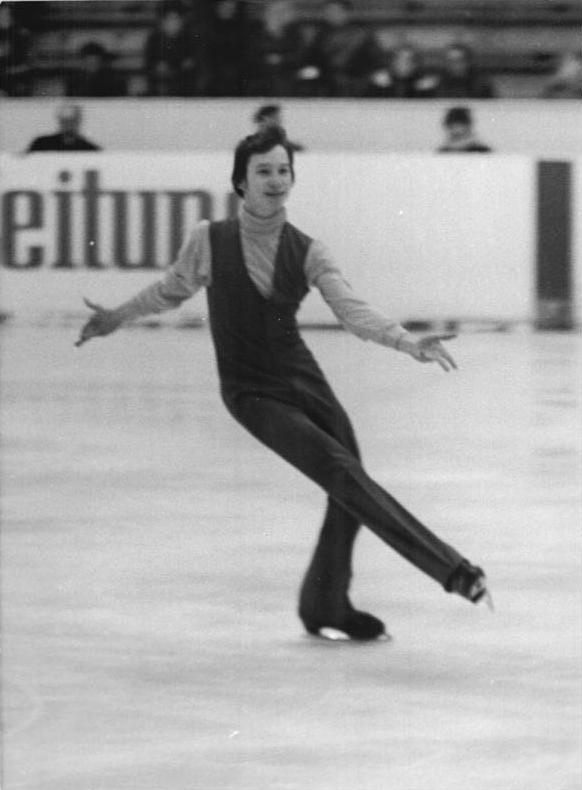
Jan Hoffmann

Bei der Weltmeisterschaft 1970 in Ljubljana gewann Günter Zöller mit Bronze die erste WM-Medaille in der Herrenkonkurrenz für die Deutsche Demokratische Republik. Es war das Jahr des Weltmeisterschaftsdebüts für einen anderen Eiskunstläufer aus der DDR und Schützling von Trainerin Jutta Müller, für Jan Hoffmann. Von 1971 bis 1980 wurde er neun Mal DDR-Meister. 1974 in Zagreb wurde er der erst zweite deutsche Europameister nach Oskar Uhlig, 83 Jahre zuvor. 1977 bis 1979 gelang Hoffmann erneut der europäische Titelgewinn. Mit vier Europameisterschaftstiteln ist Hoffmann der mit Abstand erfolgreichste deutsche Eiskunstläufer in der Herrenkonkurrenz bei Europameisterschaften. 1974 in München und 1980 in Dortmund wurde Hoffmann Weltmeister und ist damit der dritte und bislang letzte deutsche Weltmeister. Außer seinen beiden WM-Titeln errang er zwei Silbermedaillen und drei Bronzemedaillen und ist damit der erfolgreichste deutsche Eiskunstläufer in der Herrenkonkurrenz bei Weltmeisterschaften. Bei den Olympischen Spielen 1980 gewann Hoffmann die Silbermedaille.
Nachdem die siebziger Jahre in deutscher Hinsicht von der DDR dominiert wurden, konnten in den achtziger Jahren wieder Eiskunstläufer aus der BRD, insbesondere aber Norbert Schramm, Erfolge verbuchen. Schramm wurde 1982 in Lyon und 1983 in Dortmund Europameister. Er ist bis heute der letzte deutsche Europameister in der Herrenkonkurrenz. 1982 und 1983 wurde Schramm auch Vize-Weltmeister. Seine Stärken lagen vor allem in der Kür. Neben Schramm gelang Rudi Cerne der Gewinn einer Medaille. Er wurde 1984 vor Schramm Vize-Europameister.
Es dauerte über zwei Jahrzehnte bis wieder ein Deutscher eine Medaille bei Welt- und Europameisterschaften gewinnen konnte. Der Erfurter Stefan Lindemann, der im Jahr 2000 als erster Deutscher Juniorenweltmeister geworden war und am 7. November 2003 als erster deutscher Läufer in einem internationalen Wettbewerb einen Vierfachsprung erfolgreich gezeigt hatte, gewann bei der Weltmeisterschaft 2004 in Dortmund die Bronzemedaille. Ein Jahr später errang er bei der Europameisterschaft ebenfalls die Bronzemedaille.
Manfred Schnelldorfer ist der einzige deutsche Olympiasieger in der Herrenkonkurrenz. Ernst Baier und Jan Hoffmann konnten eine olympische Silbermedaille erringen.
Mit Gilbert Fuchs, Manfred Schnelldorfer und Jan Hoffmann kamen drei Weltmeister aus Deutschland. Fuchs und Hoffmann konnten den Titel zwei Mal gewinnen. Mit Oskar Uhlig, Jan Hoffmann und Norbert Schramm gibt es auch drei Europameister aus einem deutschen Staat. Hoffmann konnte gar vier EM-Titel gewinnen, Schramm brachte es auf zwei. Deutschland liegt im ewigen Medaillenspiegel der Herrenkonkurrenz bei Weltmeisterschaften mit 5 Goldmedaillen, 13 Silbermedaillen und 14 Bronzemedaillen an sechster Stelle. Die Herrenkonkurrenz ist die drittstärkste Eiskunstlaufdisziplin der Deutschen nach der Paar- und der Damenkonkurrenz.

#### Damen
Die ursprüngliche Idee der Eiskunstlaufschau entstand in Berlin. Eine Tanzgruppe führte hier einige Ballettnummern auf dem Eis durch. Die Hauptperson dieses Ensembles war Charlotte Oelschlägel, die dann als erste Revuediva berühmt wurde. Die Vorstellung namens „Flirting in St. Moritz“ hatte im großen Hippodrom in New York 1915 ihre Premiere.
Elsa Rendschmidt gewann 1908, bei den ersten Olympischen Spielen, bei denen Eiskunstlauf im Programm war, die Silbermedaille hinter Madge Syers. Es war die erste olympische Medaille für eine deutsche Frau überhaupt. Rendschmidt war auch die erste deutsche Eiskunstläuferin, die eine Medaille bei Weltmeisterschaften gewinnen konnte. Sie wurde 1908 und 1910 Vize-Weltmeisterin hinter der Ungarin Lily Kronberger. 1911 gewann Rendschmidt die erstmals ausgetragene deutsche Meisterschaft im Eiskunstlaufen der Damen.
Ludowika Eilers, die später im Paarlauf an der Seite von Walter Jakobsson für Finnland große Erfolge feierte, errang 1911 im Dameneinzel die Bronzemedaille für das Deutsche Kaiserreich.
In den Jahren vor und nach dem Ersten Weltkrieg war Thea Frenssen die führende Eiskunstläuferin auf nationaler Ebene, konnte international aber keine Medaille erringen.
In den zwanziger Jahren war Ellen Brockhöft die dominierende deutsche Eiskunstläuferin. Sie gewann sechs nationale Meisterschaften und wurde 1924 und 1925 Vize-Weltmeisterin hinter Herma Szabó. Elisabeth Böckel gewann 1925 die Bronzemedaille.
In den dreißiger Jahren waren Maxi Herber, die große Erfolge im Paarlauf an der Seite von Ernst Baier feierte, und später Lydia Veicht die besten deutschen Eiskunstläuferinnen, verpassten aber internationale Medaillen. Veicht nahm der Zweite Weltkrieg die Chance auf internationale Erfolge.
Erst im Jahr 1953 setzte sich bei den Damen wieder eine deutsche Eiskunstläuferin international durch: Gundi Busch gewann in jenem Jahr bei den Welt- und Europameisterschaften die Silbermedaille. Ein Jahr später wurde sie in Bozen die erste deutsche Europameisterin und in Oslo die erste deutsche Weltmeisterin in der Damenkonkurrenz.
In den sechziger Jahren etablierte sich die DDR als sportliche Großmacht in der Damenkonkurrenz. Den Anfang machte Gabriele Seyfert, mit zehn Titeln die Rekordmeisterin der DDR. Sie wurde 1967, 1969 und 1970 Europameisterin und 1969 und 1970 Weltmeisterin. Bei den Olympischen Spielen in Grenoble gewann Seyfert 60 Jahre nach Elsa Rendschmidt die Silbermedaille. 1968 zeigte sie als erste Frau einen dreifachen Rittberger im Wettbewerb. Trainiert wurde Seyfert von ihrer Mutter, Jutta Müller, die zu einer der erfolgreichsten Trainerinnen der Geschichte wurde.
Sonja Morgenstern gewann 1972 die Bronzemedaille bei der Europameisterschaft. Verletzungen verwehrten ihr die Chance auf weitere Medaillen.
Seyferts Nachfolgerin wurde somit Christine Errath, die 1973 bis 1975 Europameisterin und 1974 in München Weltmeisterin wurde. Bei den Olympischen Spielen 1976 gewann sie die Bronzemedaille.
In Erraths Fußstapfen trat sogleich Anett Pötzsch. Die fünffache DDR-Meisterin wurde unter der Regie von Jutta Müller von 1977 bis 1980 Europameisterin und 1978 und 1980 Weltmeisterin. Bei den Olympischen Spielen 1980 in Lake Placid gewann Pötzsch die Goldmedaille und wurde damit die erste deutsche Olympiasiegerin im Eiskunstlauf der Damen.

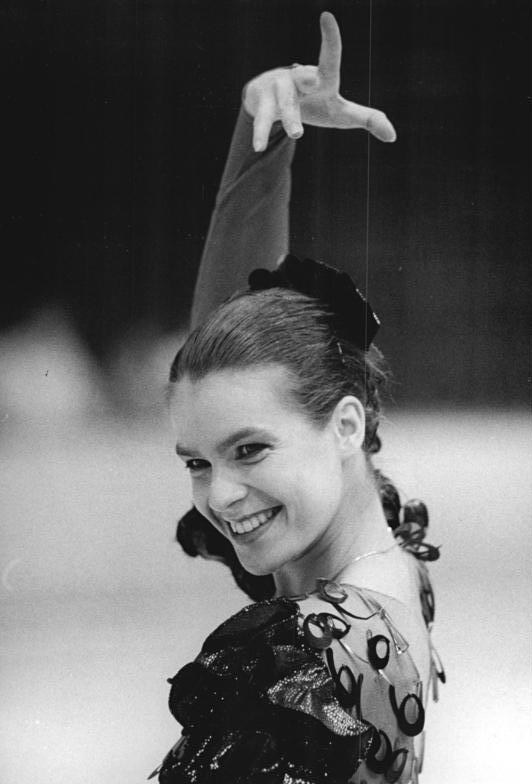
Katarina Witt

Pötzsch folgte eine andere Schülerin von Jutta Müller nach, Katarina Witt. Sie konnte die großen Erfolge ihrer Vorgängerinnen noch einmal steigern und wurde zu einer der populärsten und erfolgreichsten Eiskunstläuferinnen der Geschichte. Von 1981 bis 1988 wurde Witt DDR-Meisterin, von 1983 bis 1988 Europameisterin und 1984, 1985, 1987 und 1988 Weltmeisterin. In Sarajevo gewann sie 1984 olympisches Gold und konnte dieses 1988 in Calgary als einzige Eiskunstläuferin neben Sonja Henie verteidigen.
Den letzten Titel für die DDR gewann Evelyn Großmann bei der Europameisterschaft 1990.
Aus der BRD schafften es in den Jahren der DDR-Dominanz Dagmar Lurz und Claudia Leistner in die Medaillenränge. Lurz wurde 1977 bis 1980 stets Vize-Europameisterin hinter Anett Pötzsch. Bei der Weltmeisterschaft 1977 gewann sie die Bronzemedaille und 1980 die Silbermedaille. Bei den Olympischen Spielen 1980 errang sie Bronze. Claudia Leistner wurde 1989 Europameisterin und 1983 und 1989 Vize-Weltmeisterin.
Nach der Wende gelang es Marina Kielmann 1992 Vize-Europameisterin zu werden, drei Mal gewann sie die Bronzemedaille bei Europameisterschaften. Bronze errang auch Patricia Neske bei den Europameisterschaften 1989 und 1992. Die bislang letzte Medaille bei Weltmeisterschaften gewann Tanja Szewczenko mit Bronze 1993 in Chiba. 1998 wurde sie Dritte bei der Europameisterschaft und errang damit die bislang letzte EM-Medaille für Deutschland in der Damenkonkurrenz.
Der Einzellauf der Damen ist die zweitstärkste Eiskunstlaufdisziplin der Deutschen nach dem Paarlauf. Mit Anett Pötzsch und Katarina Witt schafften es zwei deutsche Eiskunstläuferinnen Olympiasieger zu werden, Witt sogar zwei Mal. Elsa Rendschmidt und Gabriele Seyfert gewannen olympisches Silber, Christine Errath und Dagmar Lurz olympisches Bronze. Im ewigen Medaillenspiegel bei Weltmeisterschaften ist Deutschland mit 10 Goldmedaillen, 16 Silbermedaillen und 6 Bronzemedaillen die erfolgreichste Nation nach den USA. Katarina Witt brachte es auf vier WM-Titel, Gabriele Seyfert und Anett Pötzsch auf jeweils zwei und Gundi Busch und Christine Errath auf einen Titel. Bei Europameisterschaften sind deutsche Damen mit 19 Titeln die erfolgreichsten.

### Paarlauf
Die ersten Weltmeister und Olympiasieger im Paarlauf überhaupt waren Anna Hübler und Heinrich Burger im Jahr 1908. Anna Hübler wurde am 29. Oktober 1908 in London auch die erste deutsche Olympiasiegerin überhaupt. 1910 gewannen Hübler und Burger in Berlin ihren zweiten Weltmeisterschaftstitel. Burger konnte auch im Einzellauf Medaillen erringen.
Bei der Weltmeisterschaft 1911 siegte Ludowika Eilers aus Potsdam an der Seite des Finnen Walter Jakobsson. Diese Medaille wurde zur Hälfte für das Deutsche Kaiserreich gewertet. Eilers wurde noch zwei weitere Male Weltmeisterin und 1920 auch Olympiasiegerin, trat nach der Heirat mit Jakobsson aber für Finnland an.
In den ersten Jahren nach dem Ersten Weltkrieg gab es keine größeren Erfolge für deutsche Paarläufer, lediglich Margarete und Paul Metzner gelang der Gewinn der Bronzemedaille bei der Weltmeisterschaft 1922 in Davos.
Erst zu Beginn der dreißiger Jahre gelangte mit Maxi Herber und Ernst Baier ein neues deutsches Paar an die Weltspitze. Die siebenfachen deutschen Meister dominierten den Paarlauf ab Mitte der dreißiger Jahre und blieben von 1935 bis zum Beginn des Zweiten Weltkriegs ungeschlagen. Sie wurden von 1935 bis 1939 Europameister und von 1936 bis 1939 Weltmeister. Bei den Olympischen Spielen 1936 in Garmisch-Partenkirchen gewannen sie die Goldmedaille. Damit sind sie das erfolgreichste deutsche Eiskunstlaufpaar der Geschichte und eines der erfolgreichsten Paare überhaupt. Maxi Herber und Ernst Baier haben das Paarlaufen revolutioniert. 1934 zeigten sie als erstes Sportpaar der Welt einen Parallelsprung, den einfachen Axel nebeneinander. Ernst Baier war auch im Einzellauf erfolgreich und ist der einzige Mann, der bei ein und denselben Olympischen Spielen zwei Medaillen, sowohl im Einzel- wie auch im Paarlauf gewinnen konnte.
Bei der Weltmeisterschaft 1939 in Budapest ereignete es sich zum bislang einzigen Mal in der Geschichte, dass es ein gesamtdeutsches Podium gab. Maxi Herber und Ernst Baier gewannen vor Ilse Pausin und Erik Pausin sowie Inge Koch und Günther Noack.
Nach dem Zweiten Weltkrieg waren deutsche Läufer anfangs von der Teilnahme an internationalen Wettbewerben ausgeschlossen. Nach Aufhebung der Sperre schaffte es dennoch ein Paar sofort an die Weltspitze: Ria Baran und Paul Falk. Beide waren bereits seit 1947 stets deutsche Meister geworden, ehe sie 1951 erstmals international starten durften. Baran und Falk verloren in ihrer ganzen Karriere nie einen Wettbewerb. Sie wurden 1951 prompt Europameister in Zürich und Weltmeister in Mailand. 1952 verteidigten sie bei der Europameisterschaft in Wien und der Weltmeisterschaft in Paris beide Titel. Außerdem gewannen sie bei den Olympischen Spielen 1952 in Oslo die Goldmedaille. Sie erfanden die Lasso-Hebung und waren das erste Paar, das parallele Doppelsprünge in seiner Kür zeigte. Baran und Falk wurden 1951 als erste Wintersportler Sportler des Jahres in Deutschland.
Das nächste große deutsche Sportpaar erreichte die Weltspitze Anfang der sechziger Jahre. Marika Kilius und Hans-Jürgen Bäumler erfreuten sich großer Popularität in Deutschland. Von 1959 bis 1964 wurden sie sechs Mal in Folge Europameister und 1963 in Cortina d’Ampezzo und 1964 in Dortmund Weltmeister. Bei den Olympischen Spielen 1960 in Squaw Valley und 1964 in Innsbruck gewannen sie jeweils die Silbermedaille.
Marika Kilius hatte vor ihrer Zeit mit Hans-Jürgen Bäumler bereits an der Seite von Franz Ningel Medaillen bei Welt- und Europameisterschaften gewonnen. Dies gelang Ningel auch mit seiner späteren Partnerin Margret Göbl.
Nach der Ära Kilius/Bäumler brach die Dominanz der Sowjetunion im Paarlauf an. Deutsche Paare errangen in der Folgezeit zwar zahlreiche Medaillen, aber fast keine Titel.
Aus der BRD gelang es Margot Glockshuber und Wolfgang Danne 1967 Vize-Weltmeister zu werden. Bei den Olympischen Spielen 1968 in Grenoble reichte es zur Bronzemedaille.
Wie auch im Einzellauf trug ab den siebziger Jahren vor allem die DDR zu den größten Erfolgen deutscher Athleten bei. Heidemarie Steiner und Heinz-Ulrich Walther gelang 1970 mit Bronze der erste Medaillengewinn für die DDR im Paarlauf bei Weltmeisterschaften. Bereits 1961 hatten Margit Senf und Peter Göbel mit Bronze die erste Medaille für die DDR bei Europameisterschaften gewonnen. Manuela Groß und Uwe Kagelmann errangen bei den Weltmeisterschaften 1973 und 1975 sowie bei den Olympischen Spielen 1972 und 1976 die Bronzemedaille. Romy Kermer und Rolf Oesterreich gewannen 1974 WM-Bronze und wurden 1975 und 1976 Vize-Weltmeister. 1976 gewannen sie die Silbermedaille bei den Olympischen Spielen in Innsbruck. Manuela Mager und Uwe Bewersdorf wurden 1978 und 1980 Vize-Weltmeister und errangen bei den Olympischen Spielen 1980 die Bronzemedaille. Das erfolgreichste DDR-Paar waren Sabine Baeß und Tassilo Thierbach. Die fünfmaligen DDR-Meister wurden 1982 in Lyon und 1983 in Dortmund Europameister und 1982 in Kopenhagen als einziges DDR-Paar Weltmeister. Daneben gewannen sie zwei Silbermedaillen und zwei Bronzemedaillen bei Weltmeisterschaften.

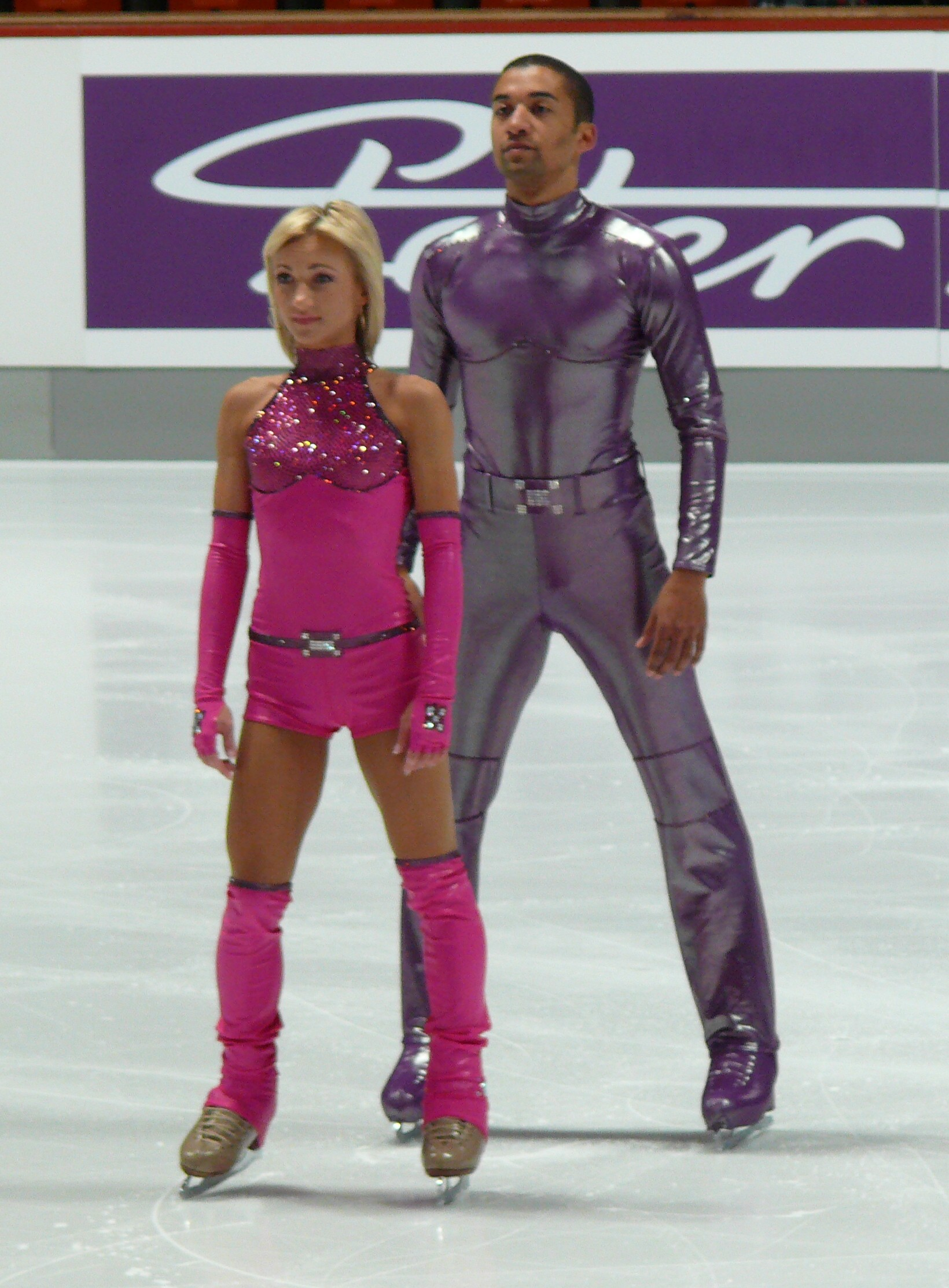
Aljona Savchenko und Robin Szolkowy

Aus der BRD schafften es in dieser Zeit lediglich Tina Riegel und Andreas Nischwitz Medaillen zu erlangen. 1981 wurden sie Vize-Europameister und Dritte bei der Weltmeisterschaft.
Nach der Wende waren Mandy Wötzel und Ingo Steuer das erste deutsche Paar, das es wieder an die Weltspitze schaffte. 1995 wurden sie Europameister und 1997 Weltmeister. Bei den Olympischen Spielen 1998 holten sie die Bronzemedaille. Im gleichen Jahr gewannen Peggy Schwarz und Mirko Müller die Bronzemedaille bei der Weltmeisterschaft.
Im Jahr 2003 fand ein neues deutsches Eiskunstlaufpaar zusammen: Aljona Savchenko und Robin Szolkowy. Unter ihrem Trainer Ingo Steuer wurden die achtfachen deutschen Meister 2007, 2008, 2009 und 2011 Europameister und 2008, 2009, 2011, 2012 und 2014 Weltmeister. Bei den Olympischen Spielen 2010 und Olympischen Spielen 2014 errangen sie jeweils die Bronzemedaille.
Der Paarlauf ist die stärkste Eiskunstlaufdisziplin der Deutschen. Sieben deutsche Paare wurden insgesamt 17 mal Weltmeister: Anna Hübler und Heinrich Burger (2), Maxi Herber und Ernst Baier (4), Ria Baran und Paul Falk (2), Marika Kilius und Hans-Jürgen Bäumler (2), Sabine Baeß und Tassilo Thierbach, Mandy Wötzel und Ingo Steuer sowie Aljona Savchenko und Robin Szolkowy (5), dazu kommt der Titel von Ludowika Eilers, den sie für das Deutsche Kaiserreich startend mit dem Finnen Walter Jakobsson gewann. Insgesamt gewannen Deutsche bei Weltmeisterschaften 17 Goldmedaillen, 15 Silbermedaillen und 17 Bronzemedaillen. Damit liegt Deutschland im ewigen Medaillenspiegel auf dem zweiten Rang hinter Russland. Mit 20 Titeln liegt Deutschland auch bei Europameisterschaften auf dem zweiten Rang hinter Russland.
Mit Anna Hübler und Heinrich Burger, Maxi Herber und Ernst Baier sowie Ria Baran und Paul Falk wurden drei deutsche Paare Olympiasieger. Marika Kilius und Hans-Jürgen Bäumler gewannen zwei Mal olympisches Silber, Romy Kermer und Rolf Oesterreich ein Mal. Olympische Bronzemedaillen konnten Margot Glockshuber und Wolfgang Danne, Manuela Groß und Uwe Kagelmann (zwei Mal), Manuela Mager und Uwe Bewersdorff, Mandy Wötzel und Ingo Steuer sowie Aljona Savchenko und Robin Szolkowy (zwei Mal) erringen.

### Eistanz
Eistanz ist die jüngste Eiskunstlaufdisziplin. Erst in den fünfziger Jahren wurde sie in das Programm von Welt- und Europameisterschaften aufgenommen und 1976 wurde sie olympisch. Erste Wettbewerbe im Eistanzen wurden ab 1924 abgehalten. Der Österreichische Eislauf-Verband erließ gleichzeitig eigene Regelungen für Eistanzwettbewerbe. Auf Antrag des Österreichischen Eislauf-Verbandes wurde 1929 eine internationale Wettkampfordnung eingeführt. Bis dahin galt Eistanzen als rein gesellschaftliches Vergnügen. Diese ursprüngliche Form des Gesellschaftstanzes auf dem Eis hat sich als sogenanntes Rundtanzen in Wien erhalten.

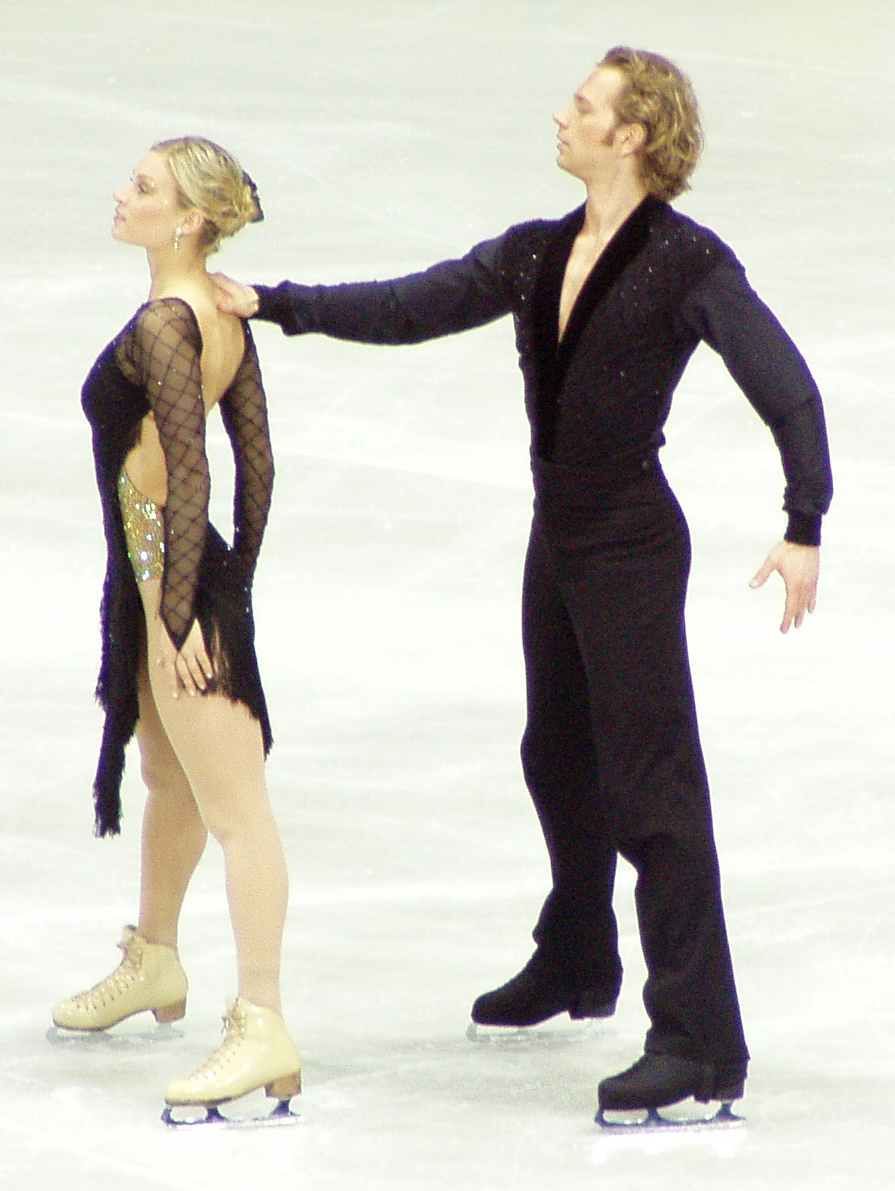
Kati Winkler und René Lohse

Das Eistanzen ist in Deutschland vor allem mit einem Eistanzpaar verbunden, den Geschwistern Angelika Buck und Erich Buck.
Von 1968 bis 1973 wurden sie sechsmal in Folge deutsche Eistanzmeister. Ihre ersten bedeutenden internationalen Medaillen gewannen sie 1970 mit Silber bei der Europameisterschaft in Leningrad und Bronze bei der Weltmeisterschaft in Ljubljana. Es waren die ersten Eistanzmedaillen für Deutschland bei Welt- und Europameisterschaften. Ab diesem Zeitpunkt wurden die Bucks die stärksten Konkurrenten des erfolgreichsten Eistanzpaares der Geschichte, Ljudmila Pachomowa und Alexander Gorschkow aus der Sowjetunion. 1971 wurden sie in Zürich Vize-Europameister und in Lyon Vize-Weltmeister. Bei der Europameisterschaft 1972 in Göteborg gelang es Angelika und Erich Buck als einzigen Eistänzern im Zeitraum von 1970 bis 1976 überhaupt, Pachomowa und Gorschkow zu besiegen. Somit wurden sie die ersten und bis heute einzigen deutschen Europameister im Eistanz. Bei der Weltmeisterschaft 1972 gewannen sie erneut die Silbermedaille, wie auch 1973 bei ihrer letzten Europameisterschaft und ihrer letzten Weltmeisterschaft. 1973 beendeten die Bucks ihre Karriere und verpassten so die ersten Olympischen Spiele, die Eistanzen im Programm hatten, um drei Jahre.
In der DDR wurde das Eistanzen weniger gefördert als die anderen Disziplinen, da es erst sehr spät olympisch wurde. Annerose Baier und Eberhard Rüger waren das bei weitem erfolgreichste Eistanzpaar der DDR. Die achtfachen DDR-Meister konnten allerdings keine internationalen Medaillen gewinnen.
Das zweite und bislang letzte deutsche Eistanzpaar, das eine EM-Medaille gewinnen konnte, waren 1985 Petra Born und Rainer Schönborn.
Erst Kati Winkler und René Lohse konnten Deutschland international wieder in die Medaillenränge bei Weltmeisterschaften hieven. Sie gewannen bei der Weltmeisterschaft 2004 in Dortmund Bronze. Damit sind sie neben den Bucks das einzige deutsche und bis heute letzte Paar, das eine WM-Medaille erringen konnte.
Der Eistanz ist die schwächste Disziplin der Deutschen. Noch nie kam ein Welt- oder Europameister aus Deutschland, noch nie gewann ein deutsches Eistanzpaar eine olympische Medaille. Lediglich Angelika und Erich Buck sowie Kati Winkler und René Lohse erreichten bei einer Weltmeisterschaft das Podium. Im ewigen Medaillenspiegel im Eistanz bei Weltmeisterschaften liegt Deutschland mit drei Silbermedaillen und zwei Bronzemedaillen auf dem zehnten Platz.

### Synchroneiskunstlauf
Dieses mannschaftliche Eiskunstlaufen existiert bereits seit den 1920er-Jahren und wurde ursprünglich als Precision Skating bezeichnet. Es wurde 1956 in Ann Arbor, USA (Michigan), durch Familie Richard Porter und den Eislauf-Club der Stadt aus seinem Schattendasein befreit und der Öffentlichkeit wettkampffähig präsentiert. Seitdem gibt es nationale Meisterschaften in Nordamerika und internationale Vergleiche, bei denen anfangs Kanada, die USA und Schweden führend waren. Synchroneiskunstlauf, auch Formationslauf, Synchronlauf oder Eisformationstanz genannt, wurde 1992 von der ISU als eigenständige Disziplin anerkannt. Anhänger beschreiben diese Art des Eiskunstlaufens mit Anmut, Ausdruckskraft, Dynamik – Faszination von Schnelligkeit und Gleichklang der Bewegungen.
Seit 1995 gibt es Deutsche Meisterschaften, dabei wurde Team Berlin 1 (1994 gegründet, 24 Eiskunstläufer) mit Ausnahme von 1995 bis 2005 jedes Jahr Primus. Es gibt in Deutschland noch Teams in Stuttgart, Neuss, München, Bad Aibling, Mannheim, Düsseldorf, Dresden und Chemnitz.
Bei der Eiskunst-Weltmeisterschaft 1996 war Synchroneiskunstlauf als Showvorführung zu sehen, seit 2000 gibt es nun auch gesonderte Weltmeisterschaften (das „Team Berlin 1“ belegte im Jahr der Premiere von 21 angetretenen Mannschaften den 6. Platz, ebenfalls im Jahr 2003). Bei den Olympischen Winterspielen 2002 war es Demonstrationssportart. Die Platzierung bei Weltmeisterschaften entscheidet über die Anzahl der zu den Olympischen Winterspielen zugelassenen Teams eines Landes – so hätten 2006 zwei deutsche Mannschaften starten können, die Disziplin ist aber noch nicht olympisch.